# CIA-gevangenissysteem
In oktober 2005 onthulde The Washington Post dat er een minstens twaalf systemen bestaan die beheerd worden door de CIA, met de bedoeling te kunnen werken buiten de jurisdictie van de Verenigde Staten. Een presidentiële richtlijn laat de CIA toe bepaalde categorieën verdachten op te pakken en vast te houden zonder publieke verantwoording of zonder de omstandigheden in de gevangenissen bekend te maken. Deze activiteiten staan ook bekend onder de naam extraordinary rendition.

## Transport
De CIA maakt gebruik van vliegtuigen om deze verdachten van en naar verscheidene locaties te transporteren. Dit overbrengen van gevangenen staat ook wel bekend als extraordinary rendition. Ook worden deze vliegtuigen gebruikt voor het vervoer van het CIA-personeel.
Deze vliegtuigen zijn ondergebracht in dekmantelbedrijven, om de betrokkenheid van de CIA te maskeren. Daarnaast verandert men ook vaak de registratienummers van de desbetreffende vliegtuigen. Deze CIA-vloot staat ook wel bekend als "CIA Air".
De in de media bekendgemaakte dekmantelbedrijven en op dat moment geregistreerde vliegtuignummers zijn onder andere:
Path CorporationN505LL, I20JM, 212CP, 221SG
Bayard Foreign Marketing, LLCN44982
Keeler and Tate Management, LLCN4476S
In een rechtszaak inzake Khalid El-Masri, aangespannen door de American Civil Liberties Union, werden ook Aero Contractors en Premier Executive Transport aangeklaagd.

## Gevangenen
Tot de lijst van mensen die worden of werden vastgehouden door de CIA zouden behoren: Khalid Sjeik Mohammed, Nurjaman Riduan Isamuddin, Ramzi Binalshibh, Khalid El-Masri, Aboe Omar en Abu Zubaydah.

## Mogelijke locaties

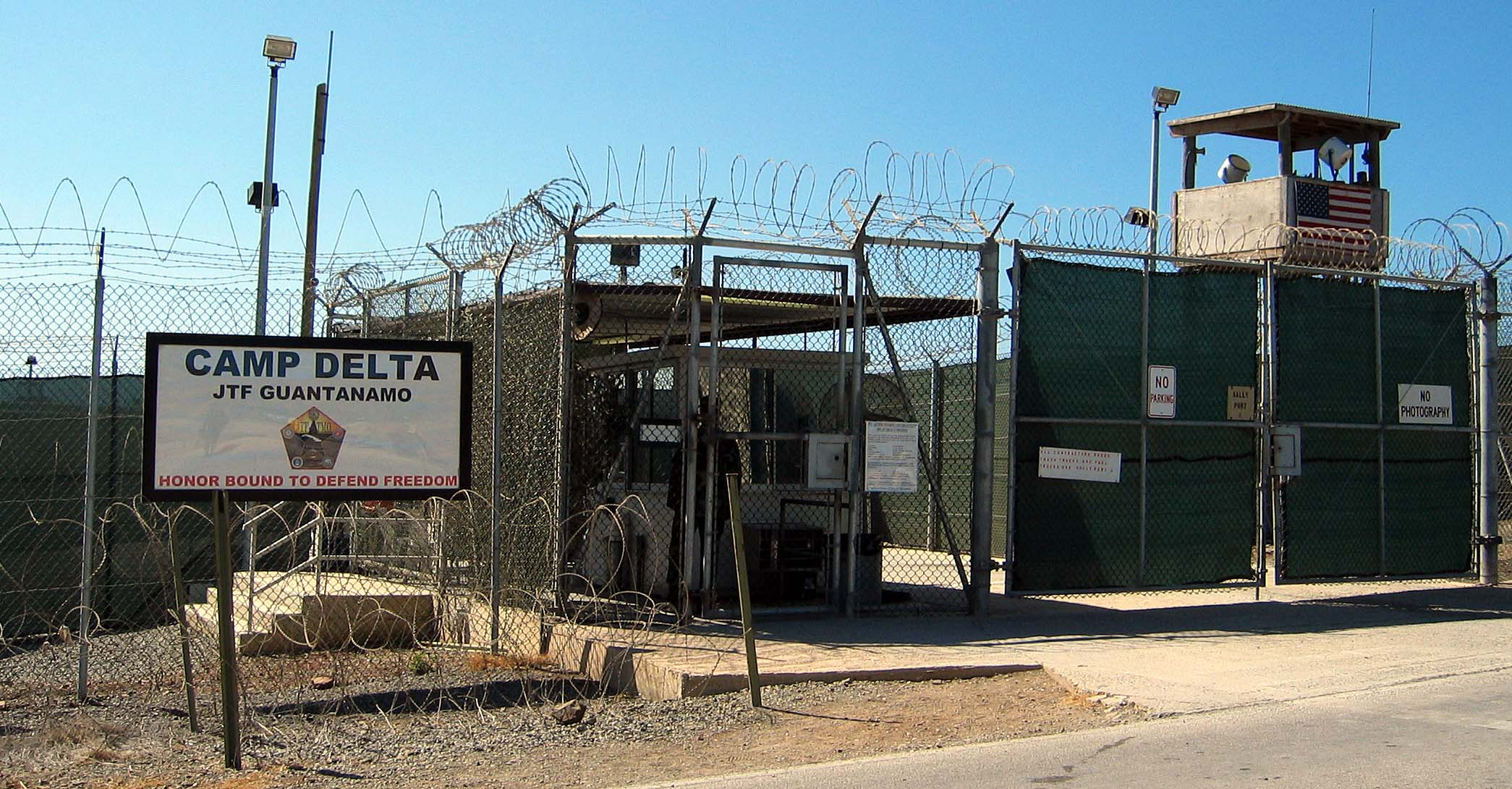
Kamp Delta op Guantánamo Bay.

GuantanamoEr werd een CIA-gevangenis gebouwd binnen het Camp Echo op Guantanamo Bay in 2003, waar volgens rapporten gevangenen uit Pakistan, West-Afrika en Jemen worden vastgehouden.
Bagram Air BaseDeze gevangenis bevond zich oorspronkelijk in Kaboel (Afghanistan) en werd later verplaatst naar de luchtmachtbasis nadat een jonge Afghaan stierf aan onderkoeling nadat hij uitgekleed werd en vastgeketend. Tegenwoordig bevindt de gevangenis zich op een onbekende plaats.
Diego GarciaDit is een eiland in de Indische Oceaan en behoort tot Brits overzees gebied.
Mihail Kogălniceanu International AirportDeze basis in Roemenië werd gebruikt door het Amerikaanse leger van 2001 tot 2003. Roemenië ontkent dat hier gevangenen worden vastgehouden.
Polen en Roemenië
Dick Marty, een Zwitserse parlementariër, deed voor de Raad van Europa onderzoek inzake geheime CIA-gevangenissen en stelde in juni 2007 dat "We kunnen nu bevestigen dat er meerdere jaren geheime CIA-gevangenissen in Polen en Roemenië waren". Beide landen hadden tot op dat moment ontkend betrokken te zijn geweest bij dergelijke gevangenissen. Volgens het onderzoek van Marty zouden CIA-functionarissen echter direct aan de presidenten van beide landen hebben gerapporteerd.
In februari 2010 gaf de Poolse overheid voor het eerst documenten vrij waaruit bleek dat er in het land geheime door de CIA gecharterde vliegtuigen met terrorismeverdachten waren geland. Hiermee werden de onderzoeksconclusies van de Raad van Europa bevestigd. Dankzij een wet op de vrijheid van informatie werd de Poolse rijksluchtvaartdienst gedwongen de documenten vrij te geven. Te lezen viel dat er in 2003 minimaal zes CIA-vliegtuigen landden op een voormalig militair vliegveld in het noorden van het land.

## Onderzoek
Op 7 november 2005 stelde het comité juridische zaken en mensenrechten van de Raad van Europa de Zwitser Dick Marty aan als rapporteur en belastte hem met een onderzoek welke landen de Verenigde Staten toelating zouden gegeven hebben om gevangenen op hun grondgebied vast te houden of te folteren. Deze landen zouden hun stemrecht in de raad kunnen verliezen. Marty meldde op 22 november 2005 dat het onderzoek tot dan toe de verdenking van het bestaan van detentiefaciliteiten ten behoeve van de Amerikanen versterkt had.
Uit een op 10 november 2005 door de Zwitserse geheime dienst met het Onyx-systeem onderschepte - en op 8 januari 2006 uitgelekte - fax van de Egyptische ambassade zou blijken dat in ieder geval 23 Iraakse en Afghaanse personen zijn overgebracht naar een Roemeense militaire basis nabij de haven van Constanza voor ondervraging. Ook zou uit de fax kunnen blijken dat er soortgelijke detentiecentra zijn opgezet in Oekraïne, Kosovo, Macedonië en Bulgarije.
Op 24 januari 2006 bracht Dick Marty van de Raad van Europa een informatiememorandum uit, waarin de voorlopige conclusie werd getrokken dat het "zeer onaannemelijk was dat de regeringen van Europese landen, of ten minste hun inlichtingendiensten, hier niet van op de hoogte waren".
Verder wordt gesteld dat mag worden geconcludeerd dat er terreurverdachten zijn vervoerd naar landen waar ze werden gemarteld. Hard bewijs voor het bestaan van geheime detentiecentra in Oost-Europa werd niet gevonden. Volgens het memorandum zijn er wel betrouwbare bronnen die verder onderzoek hiernaar mogelijk maken. In het verdere onderzoek worden ook de luchtverkeersgegevens van Eurocontrol en beelden van het satellietcentrum van de EU meegenomen.
Op 26 april 2006 presenteerde Giovanni Claudio Fava, de voorzitter van een speciale onderzoekscommissie van het Europees Parlement, een tussenrapport waarin men concludeert dat in het Europese luchtruim sinds 2001 meer dan duizend van dergelijke CIA-vluchtbewegingen zijn uitgevoerd. Ook dit rapport noemt het "onwaarschijnlijk dat bepaalde Europese regeringen niet op de hoogte waren van de uitleveringspraktijken". De regeringen van Zweden en Bosnië en Herzegovina worden als betrokkenen genoemd voor het vanaf hun grondgebied overdragen van Egyptenaren en Algerijnen aan de CIA.
Deze conclusies werd getrokken op basis van luchtverkeersgegevens en gesprekken met mensen die beweren door de CIA te zijn ontvoerd.
Op 6 september 2006 gaf president George W. Bush in een toespraak toe dat er gevangenissen zijn in Europa. Deze mensen werden verhoord. Volgens Bush zijn hierdoor aanslagen verijdeld. De gevangenen zullen worden overgebracht naar Guantanamo Bay en daar berecht worden. Het is voor het eerst dat de Amerikaanse regering de geheime gevangenissen toegaf.
In 2008 gaf de directeur van de CIA, Michael Hayden, in een hoorzitting voor de Amerikaanse Senaatcommissie Select Intelligence Committee toe, dat de CIA van contractors gebruikmaakt bij enhanced interrogations (ondervragingen die grenzen aan martelingen) in geheime gevangenissen van de CIA, de zogenaamde black sites.